# Фортуна (линейный корабль)
«Фортуна» (англ. Fortune) — парусный линейный корабль Балтийского флота России, участник Северной войны.

## Описание корабля
Парусный линейный корабль 4 ранга, длина судна по килю составляла 32 мерта, длина по верхней палубе 38,4 метра, ширина по сведениям из различных источников от 9,45 до 9,5 метра, а осадка — 4,1 метра. Вооружение судна составляли 50 орудий, а экипаж состоял из 350-и человек.

## История службы
Корабль был куплен Ф. С. Салтыковым в 1713 году в Англии и под именем «Фортуна» вошёл в состав Балтийского флота России. 30 апреля (11 мая) 1714 года корабль в составе отряда пришёл в Ревель.
Принимал участие в Северной войне. С 1714, 1715 годах и с апреля по июль 1716 года выходил в крейсерские плавания в Финский залив в составе эскадр. 19 (30) июля 1716 года пришел в Копенгаген составе эскадры капитан-командора П. И. Сиверса.  С 5 (16) по 14 (25) августа, находясь в составе четырех объединенных флотов России, Дании, Голландии и Англии, выходил на поиски шведского флота к острову Борнхольм в Балтийском море, а 22 октября (2 ноября) с другими судами русской эскадры вернулся в Ревель.
9 (20) ноября находился в Ревельской гавани, во время сильного шторма был сорван с якорей, вынесен из гавани и 10 (21) ноября 1716 года разбит волнами об отмели.

## Командиры корабля
Командирами корабля «Фортуна» в разное время служили:
- В. Бекер (1714—1715 годы).
- Г. Гарбо (до апреля 1716 года).
- Г. Вессель (с апреля 1716 года).